# 聖眼寺
聖眼寺（しょうげんじ）は、群馬県桐生市にある高野山真言宗の寺院。山号は慈丸山。本尊は大日如来。

## 歴史
寺伝によれば、大永年間（1521年 - 1528年）の開創と伝わる。